# Марічіка Церак
Марічіка Церак (4 січня 1962) — румунська академічна веслувальниця.
Олімпійська чемпіонка 1984 року в складі парної четвірки.
Срібна призерка Чемпіонату світу 1986 року в складі парної четвірки, бронзова призерка 1985 (парні четвірки), 1990 (одиночки) років.